# Sarlós László (zeneműkiadó)
Sarlós László (eredeti nevén Spiegel László) (Budapest, 1920. december 31. – 2002. október 28.) kulturális vezető. A Zeneműkiadó élén eltöltött két évtizede alatt a vállalat a szakma nemzetközileg is elismert cégévé vált. Sarlós Zsuzsa műfordító, újságíró (1927–2007) férje.

## Élete
Édesapja textilkereskedő volt. Szülei, testvére 1942-ben egy bombatámadásban haltak meg Király utcai lakásukban.
Sarlós László az Abonyi utcai zsidó gimnáziumban végezte a középiskolát. A numerus clausus törvény miatt nem mehetett magyar egyetemre, ezért a brnói Német Műszaki Főiskolán kezdte felsőfokú tanulmányait. Egy tanév után, Csehszlovákia német megtámadását megsejtve 1938-ban Palesztinába alijázott. Negyedévnyi kibucban végzett munka után a haifai műszaki egyetem hallgatója lett. A második világháború alatt, 1941-ben belépett a brit Nemzetközösség hadseregébe, ahol egy térképészalakulat tagja volt. Részt vett az el-alameini csatákban és más frontvonali bevetésekben.
1946-ban Haifán ismerte meg feleségét, hamarosan összeházasodtak. Még ebben az évben Sarlós kommunista meggyőződésétől vezetve visszatértek a felszabadult Magyarországra. Tagja lett a Magyar Kommunista Pártnak.
A honvédségnél kezdte hazai pályáját. Nyelvtudása miatt 1950-ben – a kor szokása szerint – „angol kémként” megvádolva, koholt perben kilenc év börtönre ítélték. Feleségét Kistarcsára internálták. Sarlós előbb a váci börtönbe, majd a budapesti Gyűjtőfogházba került, ahol kartográfiai munkákat kapott. 1954-ben rehabilitálták. Különböző helyeken segédmunkásként dolgozott, majd az 1956-os forradalom miatt kivándorolt maradék vidéki zsidóság könyveit felvásárolva judaikaboltot nyitott feleségével a Kazár (Székely Mihály) utcában, amit átvett a Kultúra Külkereskedelmi Vállalat, ezzel annak lett alkalmazottja, 1964-től 1967-ig londoni képviselője. Budapestre visszatérve a felkínált állások közül a Zeneműkiadó igazgatói posztját választotta.
A „tőkés világban” szerzett ismereteivel nyomban hozzálátott a lomha szocialista vállalat átszervezéséhez. Az addig önálló Zeneműnyomdát beolvasztotta a vállalatba, de legnagyobb újítása a bel- és külföldi marketing bevezetése. A kiadónak alapításakor kizárólag a belföldi piac, alapvetően a zeneoktatás igényeinek kielégítése volt a feladata. Sarlós nem várta meg, hogy a zeneiskolák maguktól rendeljenek. Országjáró promóciós szakembert alkalmazott, 1971-ben pedig a Magyar Rádió angol szerkesztőségéből átcsábította a sok nyelven beszélő Varga Bálint Andrást a kiadó külföldi népszerűsítésére, ami egyre jobb eredményeket hozott. A Londonban megismert szakemberekkel is kapcsolatban maradt Sarlós. 1986-ban az NDK-beli, nagy múltra visszatekintő Edition Peters melletti legjelentősebb szocialista zeneműkiadóként adta át a vállalatot az új igazgatónak.

„Ennek a mintegy húsz évnek köszönhetően az 1989–1990-ben bekövetkezett nagy szociális, politikai és gazdasági változások nem érték felkészületlenül a kiadót, amely képes volt viszonylag zökkenőmentesen alkalmazkodni a szabadpiaci feltételekhez.”

– Az Editio Musica Budapest története

Az 1950-es évekbeli meghurcoltatás nem vette el kommunista hitét. 1961-ben belépett az MKP utódpártjába, a Magyar Szocialista Munkáspártba. Kiadóvezetői munkája mellett 1972-től '75-ig a Magyar Könyvkiadók és Könyvterjesztők Egyesülésének elnöke volt.
Sírja a Kozma utcai izraelita temetőben található [5C-8-22].

„Következetes, szigorú, de a teljesítményt örömmel elismerő főnök volt. Őszinte, igaz, lényegre törő beszédeket tartott. Jó érzés volt őt hallgatni, fenntartás nélkül hittünk neki. Hittünk benne. Tudtuk, amíg ő áll a vállalat élén, nem lehet semmi baj. Vezetése alatt a kiadó igazi közösséggé kovácsolódott, öröm volt vele, neki dolgozni.”

– Varga Bálint András

## Díjai, elismerései
- Magyar Népköztársasági Érdemérem, ezüst fokozat; arany fokozat
- 1971 – Munka Érdemrend, arany fokozat
- 1983 – Magyar Partizán Érdemérem
- 1986 – Szocialista Magyarországért Érdemrend
- 2001 – Pro Artibus Artisjus Emlékérem